# Tit
Tit is een dorp in de Algerijnse gemeente Tamanrasset, in de gelijknamige provincie.
Het dorp ligt aan de rijkswegen N55a en N1. Tit ligt aan de zuidelijke oever van de rivier Oued Abalessa, 38 kilometer ten noordwesten van de stad Tamanrasset en 25 kilometer van het vliegveld van Tamanrasset. Het is bekend van de Slag bij Tit die plaatsvond in mei 1902 tussen het Franse koloniale rijk en de Kel Ahaggar.